# Joachim Müller (Theologe)

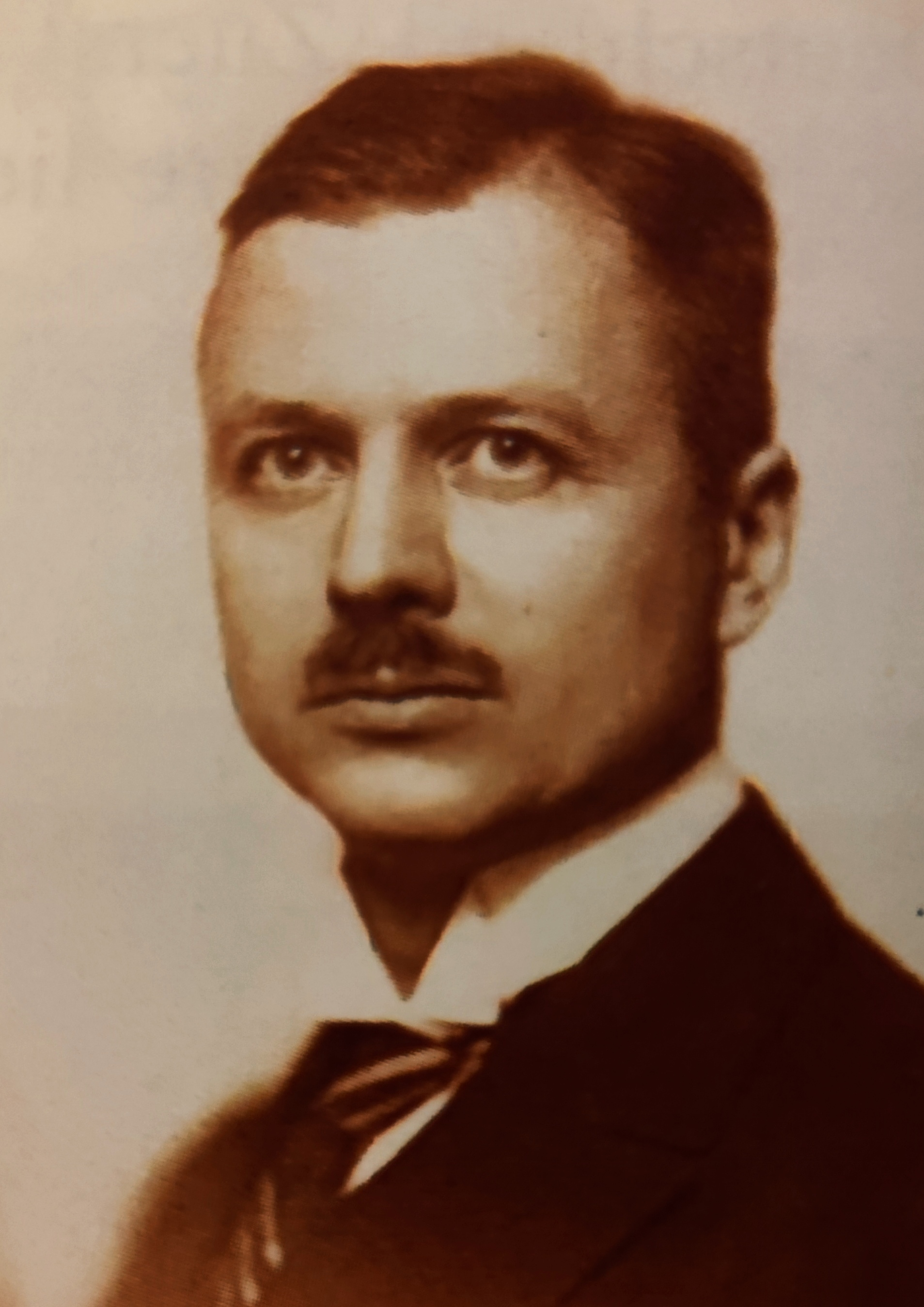
Joachim Müller (um 1928)

Joachim Hermann Müller (* 10. Februar 1891 in Schiltigheim bei Straßburg; † 6. Juni 1966 in Korntal) war ein deutscher evangelischer Historiker und Theologe, Generalsekretär der Deutschen Christlichen Studenten-Vereinigung (DCSV), Mitarbeiter im Weltkomitee des Christlichen Vereins Junger Männer (CVJM) und Missionsinspektor beim Missionsbund Licht im Osten (LiO). Nach dem Zweiten Weltkrieg war er Pfarrer der württembergischen Landeskirche.

## Leben und Wirken
Joachim Müller wurde als jüngstes von sechs Kindern des Generalleutnants Karl Joachim Friedrich Müller und dessen Frau Molly geboren. Er wuchs überwiegend in Sachsen auf und besuchte humanistische Gymnasien in Chemnitz, Leipzig und Dresden. Anschließend studierte er Geschichte und Germanistik in München, Leipzig und Straßburg. Während des Ersten Weltkriegs unterbrach Müller sein Studium, um freiwillig Kriegsdienst zu leisten und diente als Soldat und Offizier bis zum Kriegsende. Danach setzte er sein Studium fort und wurde mit einer Dissertation über die Politik Kaiser Karls V. auf dem Trienter Konzil promoviert. Nach einem Referendariat an einem Gymnasium in Göttingen wandte er sich der christlichen Jugendarbeit zu.
Bereits seit 1911 Mitglied der DCSV, trat Müller 1923 in deren Leitung ein. Er plädierte für eine geistlich-missionarische Neuausrichtung der Vereinigung und grenzte sich von Einflüssen studentischer Bünde und Verbindungen ab. Im selben Jahr übernahm er eine Tätigkeit als beigeordneter Generalsekretär im Weltkomitee des CVJM mit Sitz in Genf. 1934 wechselte er zum Missionsbund Licht im Osten in Wernigerode, der sich auf die missionarische Arbeit unter Russen konzentrierte. Müller war dort für die Öffentlichkeitsarbeit zuständig und machte insbesondere auf die Christenverfolgung in der Sowjetunion aufmerksam.
Während des Zweiten Weltkriegs wurde Müller 1940 zur Wehrmacht eingezogen, jedoch 1942 nach einer Denunziation unehrenhaft entlassen. Der Anlass war seine Begleitung eines judenchristlichen Gottesdienstbesuchers in Uniform. Die Geheime Staatspolizei leitete ein Verfahren gegen ihn ein, das nur durch die Bemühungen des Generals Friedrich Olbricht niedergeschlagen werden konnte. Inzwischen war Müller ohne seine Familie nach Stuttgart geflohen, wo ihm Paul Lechler jun. eine Anstellung als Luftschutzwart verschaffte.
Nach Kriegsende wurde Müller 1945 Pfarrverweser – später Pfarrer – in Stuttgart-Mühlhausen. Seine Familie konnte bald nachziehen, ebenso der Missionsbund, dessen Leitung Müller weiterhin mitgestaltete. Auch nach seiner Pensionierung blieb er dem Missionswerk, das später nach Korntal umzog, eng verbunden.
Müllers theologisches und publizistisches Engagement war von einer konservativ-protestantischen Grundhaltung geprägt. Er setzte sich für eine biblisch geprägte Missionsarbeit ein und betrachtete gesellschaftliche Entwicklungen, besonders im kommunistischen Osten, kritisch. Dabei grenzte er sich deutlich von totalitären Systemen ab, ohne den Nationalsozialismus direkt zu benennen oder zu kritisieren.
Joachim Müller starb am 6. Juni 1966.

## Privates
Müller heiratete im Jahr 1928 die aus Pirk im Vogtland stammende Waltraut von Hüttner. Das Paar hatte fünf Kinder.

## Schriften (Auswahl)
- Die materialistische Weltkultur. In: Die Furche, NF 16/4, 1930.
- Wir Christen in der Revolution unserer Tage. Gotthelf-Verlag, Bern 1933.
- Evangelische Mission in Sowjetrussland. Verlag Missionsbund Licht im Osten, Wernigerode 1935.
- Dämonen über Russland. Furche-Verlag, Berlin 1936.
- Das Tor im Osten. Evangelischer Missionsverlag, Stuttgart/Basel 1939.
- Sowjethumanismus – Evangelium der Zukunft? Calwer Verlag, Stuttgart 1962.
- Wie sie ihres Glaubens leben. Bericht von den evangelischen Christen in der Sowjetunion. Brunnquell-Verlag, Metzingen 1963.
- Zahlreiche Artikel erschienen in der Zeitschrift Dein Reich komme!